# Ріограндійська республіка
Ріограндійська республіка (порт. República Rio-Grandense) або Республіка Піратіні (порт. República do Piratini) — невизнана сепаратистська держава, що існувала з 11 вересня 1836 року до 1 березня 1845 року на території бразильської провінції Ріу-Гранді-ду-Сул.

## Історія
Республіка Ріу-Гранді виникла в результаті повстання Фаррапус. Створення республіки було проголошено 11 вересня 1836 генералом Антоніу ді Соуза Нету. 5 листопада повстанці оголосили генерала Бенту Гонсалвіс да Сілва першим президентом Ріу-Гранді. Проте незадовго до цього Гонсалвіс потрапив в полон до урядових військ, тому його обов'язки став тимчасово виконувати віце-президент Гоміс Жардін.
Протягом майже дев'яти років свого існування республіка змінила п'ять столиць: Піратіні, Алегреті , Касапава-ду-Сул, Баже (протягом двох тижнів) і Сан-Боржа.
В 1839 повстанці увійшли на територію провінції Санта-Катаріна і 24 липня проголосили Республіку Жуліана, що увійшла в конфедерацію з Ріу-Гранді. Проте вже в листопаді бразильські війська відновили контроль над провінцією, і 15 листопада Республіка Жуліана припинила своє існування.
1 грудня 1842 в Алегреті почали свою роботу Установчі збори Республіки Ріу-Гранді, які повинні були прийняти конституцію республіки. Проте здійснити свою задачу збори не змогли, оскільки депутати не прийшли до єдиної думки.
Тим часом, становище повсталих помітно погіршилося. Через виниклі розбіжності серед керівництва руху в серпні 1843 Бенту Гонсалвіс відмовився від посади президента республіки. До керівництва повстання прийшли прихильники примирення з імперським урядом, які 1 березня 1845 уклали з ним договір Пончо-Верде, який поклав край Республіці Ріу-Гранді.